# Kazenga LuaLua
Kazenga LuaLua (* 10. Dezember 1990 in Kinshasa) ist ein kongolesischer Fußballspieler.

## Spielerkarriere
Die Familie von Kazenga LuaLua zog kurz nach seiner Geburt nach England. Schon früh wurde er in die Fußballakademie von Newcastle United aufgenommen. Er gab sein Profidebüt am 6. Januar 2008 in der dritten Runde des FA Cups gegen Stoke City. Er wurde in der 74. Minute für Damien Duff eingewechselt, was ihn zum jüngsten Newcastle-Spieler aller Zeiten machte.
Am 19. Januar 2008 absolvierte er sein erstes Premier-League-Spiel, als er gegen die Bolton Wanderers, wie schon bei seinem ersten Profieinsatz, für Damien Duff eingewechselt wurde.
Nachdem er zuvor an die Doncaster Rovers verliehen worden war, wurde er zweimal an Brighton & Hove Albion verliehen, die ihn 2011 auch fest verpflichteten. Mit Brighton verpasste er zweimal in Folge den Aufstieg in die Premier League im Halbfinale des Aufstiegsplayoff.

## Privates
Sein Bruder Lomana ist kongolesischer Nationalspieler, ebenso wie seine Cousins Yannick Bolasie und Trésor Kandol.